# 动车组拖车
，是动车组或动力分散式列车中在整列编组列车不帶任何行进动力的车辆。与之相对的是动车组动车。
多个拖卡與多个動力車卡串起来，便形成动车组。它们之间的比例，也就是动拖比，形成了弱分散式动车组、强分散式动车组等等的分野。
不同的动车组有各自不同的拖车，而这些拖车的地位和作用也不相同。某些型号动车组中的拖车确实是可以摘除的纯负载（载客或载货），例如中华之星，但另外一些动车组中的拖车却装有受电弓、主变压器或制动所需空压机等对于整列车走行能力不可或缺的设备，例如CRH3的#2、#7车装有变压器和受电弓，显然一旦摘除列车就寸步难行。也有的型号动车组中的拖车拥有驾驶室，摘除后将导致列车无法操纵，例如港鐵伊藤忠近畿川崎列車中頭尾兩個帶有駕駛室的車卡是拖车，摘除了將致整列列車失去作用。